# Induktionsproblemet
Induktionsproblemet er det filosofiske spørgsmål om, hvorvidt induktion fører til viden i den klassisk-filosofiske forstand.
Induktionsproblemet blev fremsagt af empiristen David Hume i værket A Treatise of Human Nature.

Hume, der tog afstand fra en a priori erkendelsesform om verden, beskrev problemet ved at påpege, at man fx baserer forudsigelsen af fremtiden på fortidens erfaringer.

Dette blev yderligere problematiseret af hans påpegelse af, at vi ikke kan finde nogen egentlig forbindelse imellem hændelser, der garanterer sikkerhed i vores forudsigelser.
Hume mente endvidere, at der kunne fældes to slags domme: Analytiske domme og syntetiske domme. Dette kaldes også for Humes gaffel, da de analytiske domme via fornuften har muligheden for at fælde en nødvendig sand/falsk dom, men ikke kan gøre det om verden. Samtidig kan de syntetiske domme udtale sig om verden, men ikke med nødvendig sandhed.
Da vores erkendelse af verden beror på vores sanser, så kan vi altså ikke sige noget nødvendigt sandt om verden.

Blot fordi vi alle dage i vores liv har set solen stå op, så kan dette ikke gives som garanti for, at den også vil gøre det i morgen.

Således endte Hume i sit hovedværk i skepticisme og bidrog stærkt til den opfattelse, at vi ikke kan vide noget med sikkerhed (kun med sandsynlighed).
Immanuel Kant mente dog at løse dette problem med sine syntetiske a priori domme.
| filosofi | Spire Denne filosofiartikel er en spire som bør udbygges. Du er velkommen til at hjælpe Wikipedia ved at udvide den. |